# Jai Guru Dev Om
Jai Guru Deva Om (Sanskrit: जय गुरुदेव ॐ) ist der Sanskrit-Refrain des Beatles-Songs Across the Universe. Das Lied wurde im Februar 1968 aufgenommen, kurz bevor die Beatles nach Indien flogen, um dort bei Maharishi Mahesh Yogi indisch-vedische Philosophie zu studieren und Transzendentale Meditation zu erlernen.
Eine grobe Übersetzung der Phrase „Jai Guru Dev“ lautet „danke Guru Dev“, wobei mit „Guru Dev“ Shankaracharya Swami Brahmananda Saraswati (der Guru von Maharishi Mahesh Yogi) gemeint ist.
Außerdem kommt „Om jai, deva“ im Lied „Start The Fire“ der deutschen Progressive-Rock-Band RPWL vor. Auch im Text findet man inhaltliche Ähnlichkeit zur indischen Philosophie.
Die einzelne Etymologie von „Jai Guru Dev Om“ sieht wie folgt aus:
- Jai oder Jaya bedeutet „Sieg“ oder „Erfolg“, es kann aber auch „Ehre“, „Gruß“ oder „Danke“ heißen.
- Ein Guru ist ein Lehrer. Das Wort aus dem altindischen Sanskrit ist ein Kompositum aus gu (Dunkelheit) und ru (zerstören, vertreiben). „Guru“: das, was die Dunkelheit vertreibt.
- Ein deva ist ein Gott. Die Betonung des „a“ am Ende des Wortes „Dev“ ist optional. Im Lied hat John Lennon die Betonung vermutlich auf Grund des Rhythmus gewählt.
- Om oder Aum ist der Klang der Balance des Universums, meistens in Meditation indischer Religionen verwendet.